# فلاديمير ملك دوكليا
كان فلاديمير (توفى عام 1118) ملكًا لـدوكليا 1103 - 1113. وكان ابن فلاديمير، الذي كان ابن الملك ميهايلو والأخ الأكبر لـقسطنطين بودين.
تزوج من ابنة فوكان، الأمير الأول لـراشكا، منهيًا الحروب الطويلة مع راشكا، وعاشت دوكليا في سلام طويل لمدة اثني عشر عامًا. تم تنصيب فلاديمير على عرش دوكليا بواسطة حماه، فوكان، بعدما مات عمه كوكوبار، الملك السابق لدوكليا، في زاهوملي.
كان فلاديمير ضحية للصراعات بين الأسرة الملكيّة. وتم تسميمه عام 1118 بأوامر من الملكة جاكفينتا، أرملة عمه الأخير، قسطنطين بدوين. وسرعان ما وضعت جاكفينتا ابنها، جورج، على عرش دوكليا.